# Jixi
Jixi (鸡西) é uma cidade da província de Heilongjiang, na China. Localiza-se no nordeste do país. Tem cerca de 962 mil habitantes.

## Ligações externas

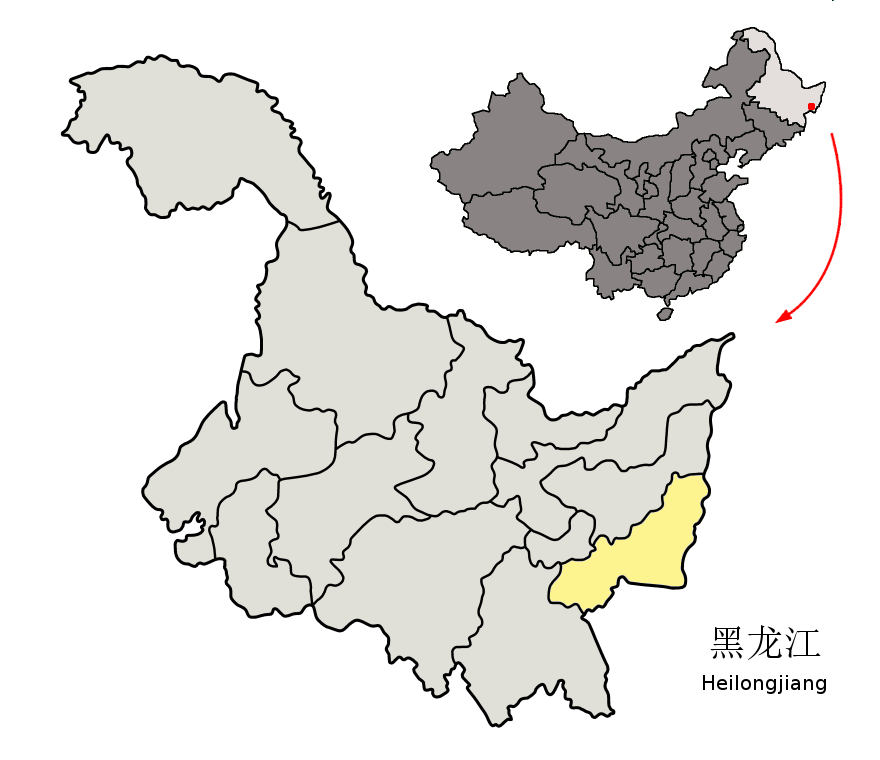
Localização de Jixi